# 伊琴卡河

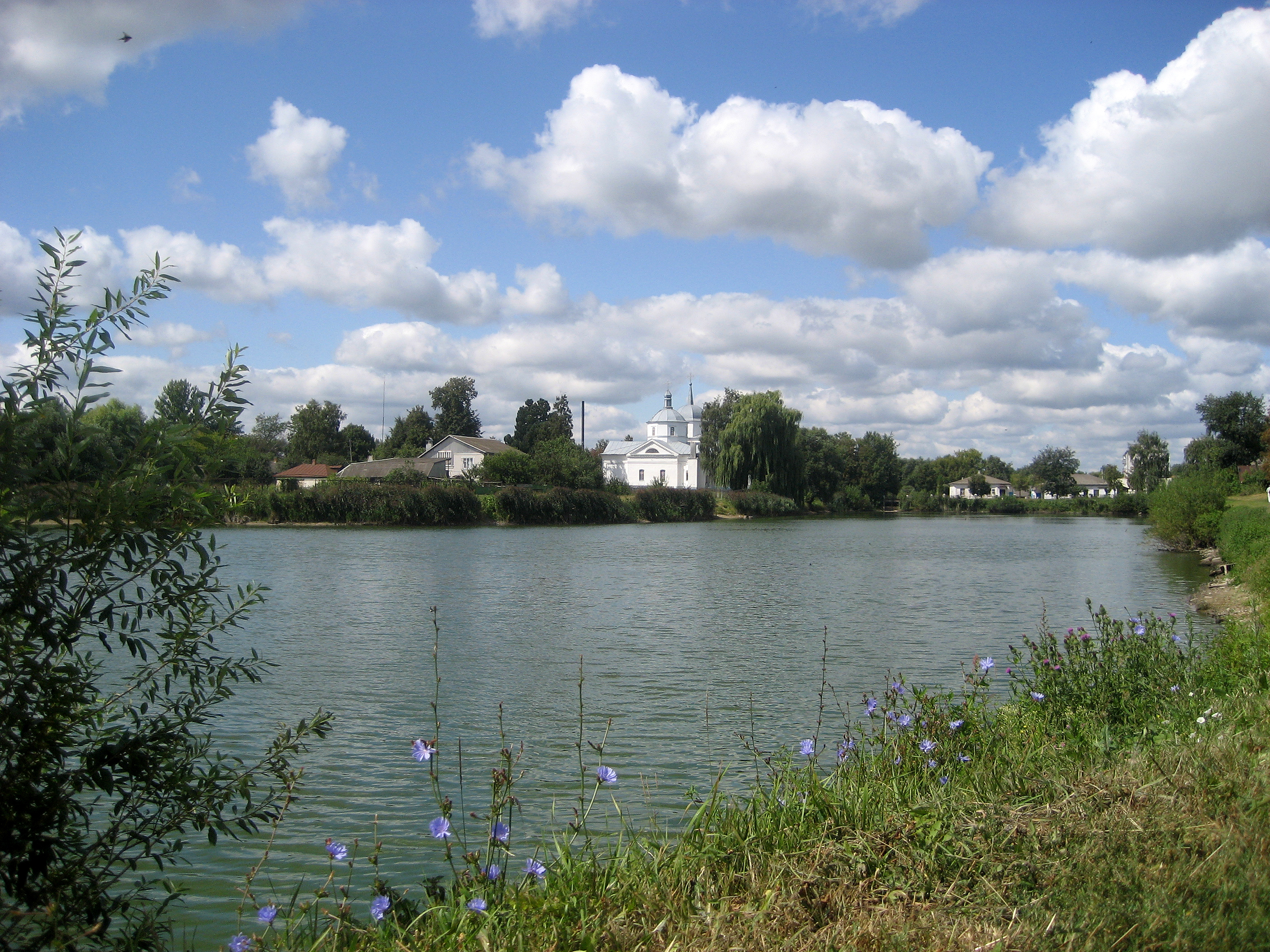

伊琴卡河（烏克蘭語：Іченька），是烏克蘭的河流，位於該國北部，屬於烏代河的右支流，該河流經切爾尼戈夫州，河道全長30公里，流域面積168平方公里。